# Serbiska republiken Krajinas riksvapen

RSK:s riksvapen.

Serbiska republiken Krajinas riksvapen användes av det icke internationellt erkända landet serbiska republiken Krajina mellan 1991 och 1995. Vapnet är bär de traditionella serbiska symbolerna, dubbelörnen och de fyra kyrilliska bokstäver СССС, transkriberat SSSS, och står för mottot: samo sloga Srbina spasava (endast enade överlever serberna). Vapnet kröns av den serbiska kungaätten Karađorđevićs kungakrona. Riksvapnet är en version av det klassiska serbiska riksvapnet som är universell för alla serber och inte bara serber som bebor Serbien.